# Kieriet´
Kieriet´ (ros. Кереть, karelskie Kierettijärvi) – jezioro w północno-zachodniej Rosji, w północnej części należącej do tego państwa Republiki Karelii, w rejonie łouchskim. Jezioro leży na wysokości 91 m n.p.m., ma powierzchnię 223 km². Średnia głębokość to 4 - 5 m. Maksymalna długość - 44 km, szerokość do 19 km. Kieriet´ posiada silnie rozwiniętą linię brzegową.
Na jeziorze znajdują się ponad 130 wysp, o łącznej powierzchni 52 km².
Jezioro Kieriet´ jest wykorzystywane do połowu ryb.
Zamarznięte od początku listopada niemal do końca maja.